# Bactéria gram-negativa

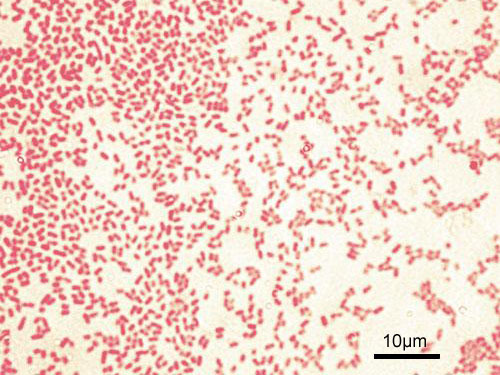
Imagem em microscópio de Pseudomonas aeruginosa, uma bactéria Gram-negativa (bastonetes vermelho-rosa)

As bactérias Gram-negativa são bactérias que não retêm o corante violeta de genciana durante o recurso ao protocolo de coloração de Gram.
Durante o processo de coloração de Gram, um corante de contraste, normalmente a safranina, é adicionado após o violeta de genciana, provocando a coloração das bactérias Gram-negativas de rosa ou vermelho. O corante de contraste permite assim visualizar as bactérias Gram-negativas que, devido a possuírem uma camada mais fina de peptidoglicanos, não conseguem reter o corante violeta de genciana.
Sua principal característica é uma endotoxina denominada lipopolissacarídeo (LPS) que é causadora da patogenicidade e maior responsável por sua virulência.

## Características

Parede celular gram-negativa (em inglês)

Nas bactérias Gram-negativas, tem uma parede celular menos espessa e compostas por:
- Peptidioglicano: Responsável pela forma mais rígida  das células e pela proteção do citoplasma contra às diferenças na pressão osmótica;
- Lipoproteínas: Responsável por estabilizar a membrana externa e fixá-la à camada de peptidioglicano.
- Membrana externa: Responsável pela prevenção da perda de proteínas periplasmáticas e evitar o acesso de enzimas hidrolíticas e de certos antibióticos ao peptidioglicano.
- Lipopolissacarídeos: Participa dos mecanismos de patogenicidade da célula bacteriana. Determinam os efeitos biológicos que resultam na amplificação das reações inflamatórias.

Envelope celular
O envelope celular das bactérias gram-negativas é quimicamente formado por:
- Fosfolipídeos (20 a 25%)
- Proteínas (45 a 50%);
- Lipopolissacarídeo (30%).

## Gram negativas patogênicas

Guia de identificação de bactérias gram negativas

Dentre as gram-negativas que causam doenças se destacam:
Proteobactérias
- Rickettsiaceae como Rickettsia typhi
- Anaplasmataceae como Ehrlichia chaffeensis
- Brucellaceae como Brucella abortus
- Bartonellaceae como Bartonella henselae
- Enterobacteriaceae como:
  - Escherichia coli
  - Salmonella
  - Shigella
  - Klebsiella
  - Yersinia

- Neisseriaceae como Neisseria meningitidis e Neisseria gonorrhoeae
- Burkholderiaceae como Burkholderia pseudomallei e Bordetella pertussis
- Pasteurellales como Haemophilus influenzae
- Vibrionaceae como Vibrio cholerae
- Pseudomonas como Pseudomonas aeruginosa e Moraxella catarrhalis
- Xanthomonadaceae como Stenotrophomonas maltophilia
- Legionellales como Legionella pneumophila
- Thiotrichales	como Francisella tularensis
- Xanthomonadaceae como Stenotrophomonas maltophilia
- Cardiobacteriaceae como Cardiobacterium hominis
- Campylobacterales como Campylobacter jejuni e Helicobacter pylori
- Aeromonadales como Aeromonas hydrophila
- Spirochaetaceae como Treponema pallidum e Borrelia burgdorferi
- Chlamydophila como Chlamydophila psittaci
- Chlamydia como Chlamydia trachomatis

Outras
- Chlorobi
- Chloroflexi
- Cianobactérias
- Bacteroidetes
- Fusobacteria